# Zelandopsyche ingens
Zelandopsyche ingens är en nattsländeart som beskrevs av Tillyard 1921. Zelandopsyche ingens ingår i släktet Zelandopsyche och familjen Oeconesidae. Inga underarter finns listade i Catalogue of Life.